# عسيب (العدين)

تعديل مصدري - تعديل

عسيب محلة تابعة لقرية عرصمة، التابعة لعزلة قصع حليان بمديرية العدين إحدى مديريات محافظة إب في الجمهورية اليمنية.، بلغ تعداد سكانها 65 حسب تعداد اليمن لعام 2004.